# 上海西郊国际农产品交易中心
上海西郊国际农产品交易中心是位于中華人民共和國上海市青浦区华新镇的一個由光明集团投资建設农产品批发市场。项目占地面积1658亩，总建筑面积45万平方米。交易中心包括40万平米的批发交易区、4万平方米的展示直销区和1万平米的检测服务区。
上海西郊国际农产品交易中心於2010年试营业，2013年6月28日正式開業。截至2017年，共有约80个国家和地区的近9亿美元产品通過上海西郊国际农产品交易中心進口至上海。2018年4月11日，上海西郊国际农产品交易中心入選中国国际进口博览会的‘6天+365天’常年展示交易平台。